# Nationalgarde

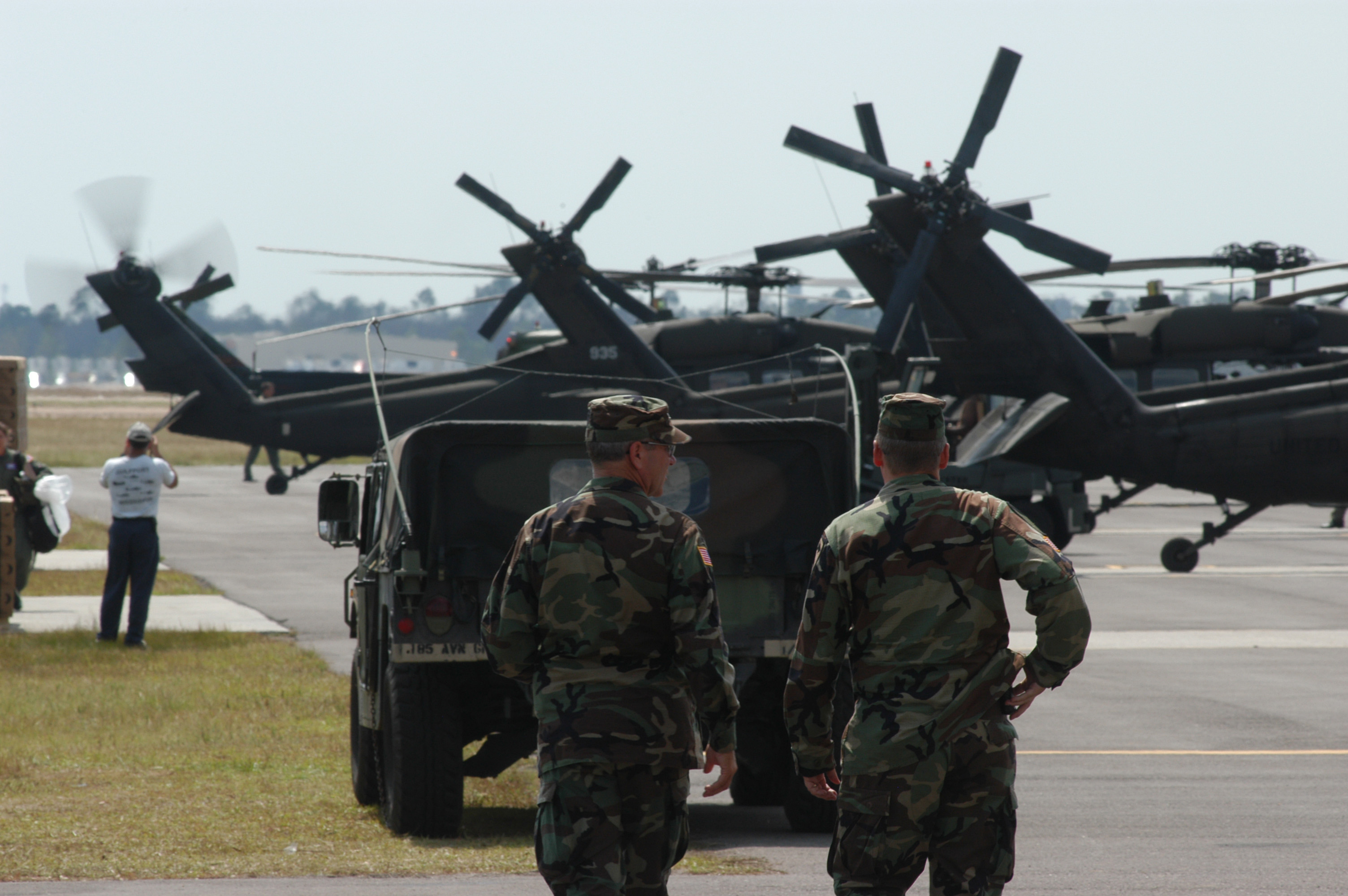
Die US-amerikanische Nationalgarde während der Hilfsaktionen nach dem Hurrikan Katrina, 2005

Eine Nationalgarde ist eine paramilitärische Organisation, die nach der jeweiligen Organisation aus Freiwilligen und Reservisten oder Wehrpflichtigen bestehen kann. In vielen Ländern ist die Nationalgarde der Teil des Militärs, der, anders als die Teilstreitkräfte der Armee, der Luftwaffe und der Marine, für den Einsatz im Inneren vorgesehen ist. Daher wird im Bereich der Bekämpfung des Terrorismus immer wieder die Gründung von Nationalgarden diskutiert, wie in Frankreich (wo die Einführung 2016 beschlossen wurde) und in Deutschland. Innenpolitisch entspricht die Funktion von Nationalgarden den Sicherheitspolizeien der Weimarer Republik oder den Internen Truppen (auch Truppen für innere Sicherheit genannt) hauptsächlich auf dem Gebiet der ehemaligen Sowjetunion bzw. Russlands, die im April 2016 in Nationalgarde von Russland umbenannt wurden.
Historisches Vorbild ist die französische Nationalgarde (Garde Nationale), die während der Französischen Revolution 1789 gegründet wurde. Eine bedeutende Nationalgarde ist die 1903 aufgestellte Nationalgarde der Vereinigten Staaten.

## Die französischeGarde Nationale
Namensgebend für den Begriff Nationalgarde war die französische Garde nationale, die am 13. Juli 1789 (einen Tag vor dem Sturm auf die Bastille) in Paris aufgestellt wurde. Nach 1798 wurde die Nationalgarde weitgehend demobilisiert und übernahm überwiegend Bewachungsaufgaben und stellte Festungsbesatzungen in Frankreich. Durch Napoleon Bonaparte in der Folge neu organisiert, wurde die Nationalgarde auch in Deutschland eingesetzt und stellte einige Divisionen der Armee.
Nach der Restauration der Bourbonenherrschaft 1814/15 wurde die Garde nationale zunächst den Präfekten unterstellt. 1827 aufgelöst, ließ sie 1830 der Bürgerkönig Louis-Philippe I. reorganisieren. Nach dem Abschluss des Waffenstillstandes im Deutsch-Französischen Krieg im Januar 1871 übernahm am 17. und 18. März beim Aufstand der Pariser Kommune das Zentralkomitee der Nationalgarde die Macht in Paris und ließ dort Wahlen durchführen. Truppen der französischen Regierung von Adolphe Thiers unter dem Befehl von Marschall Mac-Mahon schlugen den Aufstand blutig nieder. Das Rekrutierungsgesetz vom 27. Juli 1872 hob in der Folge die Nationalgarde auf.
Nach den Terroranschlägen von Paris (13. November 2015) und von Nizza  errichtete der französische Staatspräsident François Hollande am 13. Oktober 2016 eine neue Nationalgarde. Die Personalstärke beträgt ca. 72.000 Gardisten aus Reservisten der französischen Streitkräfte, der Gendarmerie nationale und der Polizei sowie sonstigen Freiwilligen.

## Aktive Nationalgarden in anderen Ländern

### Estland
In Estland wird der Kaitseliit als Nationalgarde angesehen.

### Indien
Die indische Nationalgarde wurde für Anti-Terror-Einsätze gegründet. Indien besitzt die meisten paramilitärischen Einheiten aller demokratischen Staaten, die im Inneren eingesetzt werden und nicht Teil der regulären Streitkräfte sind. Die National Security Guard wird vor allem in Kaschmir eingesetzt.

### Kuwait
Die kuwaitische Nationalgarde ist Teil des Militärs und neben der Armee, der Luftwaffe und der Marine die vierte Teilstreitkraft, die für den militärischen Einsatz im Inneren zur Verfügung steht.

### Lettland

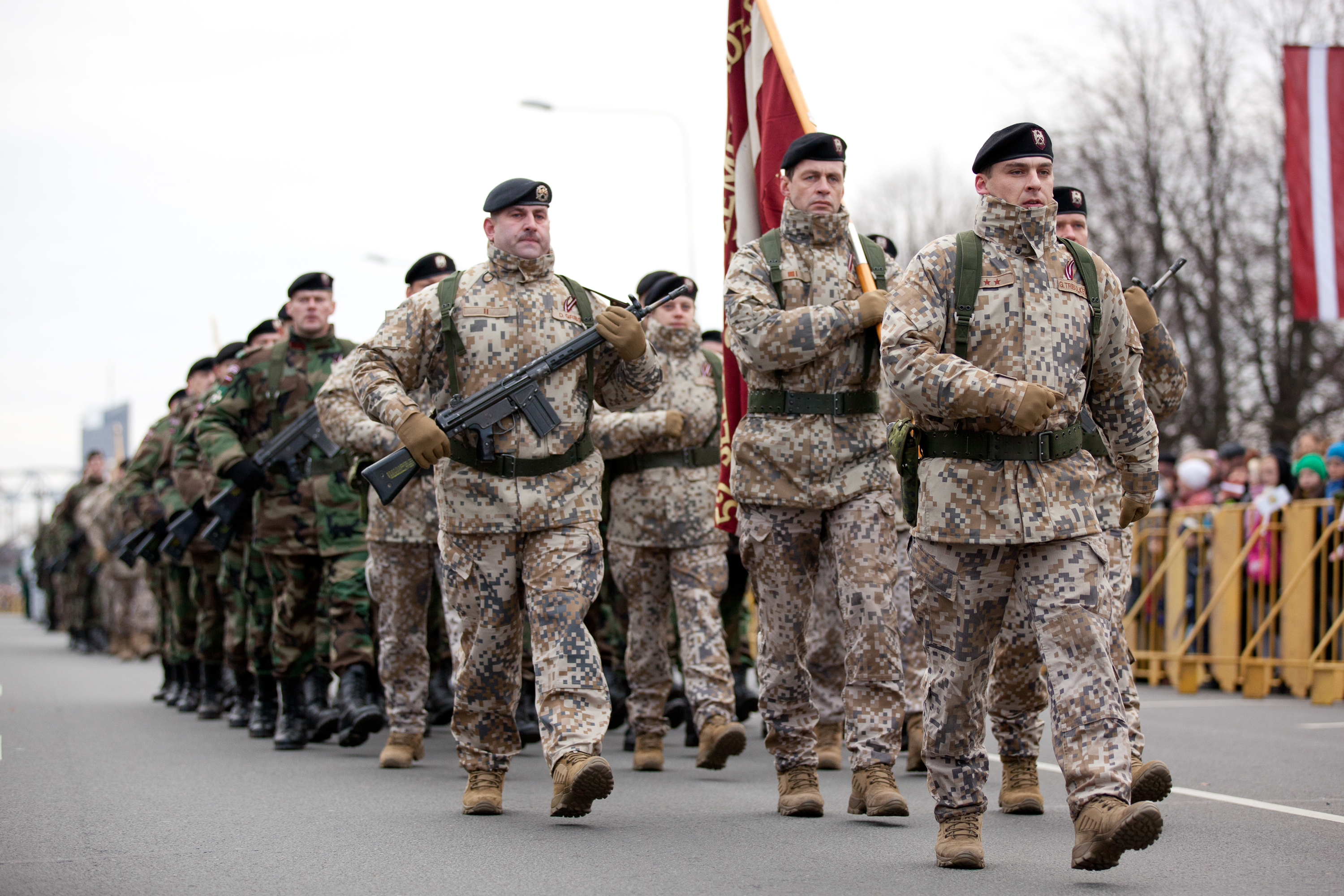
Einheiten der lettischen Nationalgarde

In Lettland ist die Nationalgarde eine Teilstreitkraft der Streitkräfte und umfasst zehn Bataillone mit mehr als 11.000 Reservisten.

### Pakistan
Die Nationalgarde von Pakistan besteht aus mehreren paramilitärischen Einheiten, wie die Frauengarde, der Janbaz, oder der Mujahid und ist nicht Teil des regulären Militärs.

### Portugal
Die Republikanische Nationalgarde (GNR) ist für die innere Sicherheit außerhalb von Städten zuständig. Es handelt sich um eine militärisch organisierte Polizeieinheit, die mit der französischen Gendarmerie oder den italienischen Carabinieri vergleichbar ist. Zu den Aufgaben der GNR gehören neben der Aufrechterhaltung der öffentlichen Sicherheit außerhalb von Städten, die Verkehrskontrolle auf Autobahnen, Zollangelegenheiten und der Schutz von Regierungsgebäuden. Die GNR besitzt auch zwei Reserveinfanterieregimenter und Ehrenformationen für Staatsbesuche.

### Russland
Im April 2016 wurde in Russland die Nationalgarde von Russland gegründet. Sie ist direkt dem Präsidenten unterstellt und wurde aus den Truppen des Innenministeriums und polizeilichen Elite- und Spezialeinheiten zusammengesetzt. Zu den Aufgaben gehören offiziell die Bekämpfung von organisierter Kriminalität und des Terrorismus. Inoffiziell wurde die Einheit auch als Prätorianergarde Putins bezeichnet, oder als "Armee gegen die Feinde von Innen". Oberbefehlshaber ist Wiktor Zolotow.

### Saudi-Arabien
Die saudische Nationalgarde ist neben den Landstreitkräften, der Luftwaffe und Marine die vierte Teilstreitkraft. Die aus historischen Gründen bestehenden Stammesmilizen sind Teil der Nationalgarde. Die Aufgabengebiete umfassen den Schutz der königlichen Familie, den Schutz der heiligen Stätten, sowie militärische Einsätze im Inneren. Die Stärke der Nationalgarde betrug 2015 ca. 200.000 Mann.

### Tunesien
Die 15.000 Mann starke paramilitärische Garde Nationale untersteht dem tunesischen Innenministerium.

### Ukraine
Am 22. Oktober 1991 wurde durch ein Gesetz des Obersten Sowjet der Ukraine die Bildung einer Nationalgarde von 30.000 Soldaten beschlossen. Diese wurde im Jahr 2000 durch Beschluss des Parlaments aufgelöst. 
Als Ersatz für die kurz zuvor aufgelöste Einheit Berkut wurde am 12. März 2014 durch Beschluss des ukrainischen Parlaments die Nationalgarde der Ukraine ins Leben gerufen. Ihre Gründung erfolgte vor dem Hintergrund des russischen Eingreifens auf der Halbinsel Krim.

### Venezuela

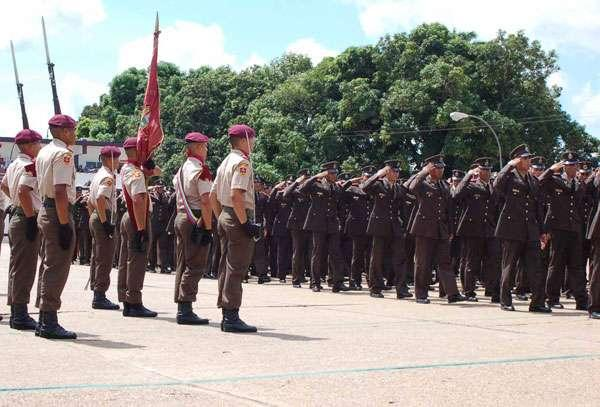
Guardia nacional Bolivariana

Die venezolanische Guardia Nacional Bolivariana wurde für den militärischen Einsatz im Inneren gegründet und ist neben der Armee, der Luftwaffe und der Marine die vierte Teilstreitkraft der Streitkräfte Venezuelas.
Die 1934 durch General Eleazar López Contreras gegründete Guardia Nacional Bolivariana hat heute nach offiziellen Angaben einschließlich der durch Hugo Chávez 2011 gegründeten Guardia del Pueblo ca. 70.000 Angehörige. Sie ist gemäß Verfassung ein Militärkorps mit Polizeifunktion. Es handelt sich bei den Einheiten der Guardia Nacional Bolivariana um Leichte Infanterie und Milizverbände.

### Vereinigte Staaten
Bei der durch den Militia Act 1903 aus den Milizverbänden der amerikanischen Bundesstaaten gebildeten Nationalgarde der Vereinigten Staaten (englisch United States National Guard kurz National Guard) handelt es sich um eine Miliz der Bundesstaaten die von den einzelnen Bundesstaaten sowie von den US-Territorien aufgeboten werden. Zusätzlich ist es eine Komponente der militärischen Reserve der Streitkräfte der Vereinigten Staaten. Sie besteht aus den beiden Teilstreitkräften Army National Guard und Air National Guard und wird organisatorisch dem jeweiligen Bundesstaat oder Territorium zugeordnet (z. B. Texas National Guard bestehend aus der Texas Army National Guard und der Texas Air National Guard). Im Gegensatz zu den Reserveeinheiten der einzelnen Teilstreitkräfte der US Army, US Navy und US Air Force mit dem Schwerpunkt auf bestimmte Berufsgruppen, wie Ärzte, Logistiker etc., bestehen die Nationalgarden hauptsächlich aus Kampfverbänden. Die jeweiligen Nationalgarden der Bundesstaaten arbeiten bereits im täglichen Betrieb eng mit den jeweiligen Teilstreitkräften zusammen, haben die Standards dieser Teilstreitkraft in Ausrüstung und Ausbildung einzuhalten um jederzeit eingegliedert werden zu können.
Die Mitglieder der Nationalgarde sind freiwillig dienende Milizsoldaten. Manche Verbände sind aber teilaktive oder aktive Verbände mit einer Anzahl an längerdienenden Soldaten und Berufssoldaten. Zusätzlich zu den Nationalgarden, die im Einsatzfall dem Gouverneur des Staates oder dem Präsidenten der Vereinigten Staaten unterstellt sind, unterhalten zurzeit 22 Bundesstaaten sowie Puerto Rico eine nur dem Gouverneur unterstehende Staatsgarde (State Guard). Diese kann die örtliche Aufgaben der Nationalgarde übernehmen, wenn sich die Nationalgarde bei einem Einsatz auf Bundesebene befindet.
Die Nationalgarde der Vereinigten Staaten ist auch an Auslandseinsätzen des US-Militärs beteiligt, seit 2005 kann die Dauer für die Verbände der Nationalgarde bis zu zwei Jahre betragen.

### Republik Zypern
In der Republik Zypern werden die regulären Streitkräfte als Zyprische Nationalgarde (Cypriot National Guard) bezeichnet. Sie umfassen sowohl Land- als auch See- und Luftstreitkräfte und wurden noch im Jahr der Unabhängigkeit 1960, als Umsetzung der Paragraphen 129–132 der Verfassung gegründet.

### Weitere Staaten  mit aktiver Nationalgarde
- Bahrain
- Georgien
- Mauretanien: untersteht dem Innenministerium
- Usbekistan: untersteht dem Verteidigungsministerium
- Tadschikistan: siehe Nationalgarde von Tadschikistan

## Ehemalige Nationalgarden

### Irak
Im Irak wurde seit dem Irakkrieg eine Nationalgarde durch die Amerikaner aufgebaut, die sie bei der Bekämpfung von Aufständischen unterstützen sollte. Langfristig sollte die irakische Nationalgarde in der Lage sein, die komplette Kontrolle über das Land zu übernehmen, so dass die amerikanischen Streitkräfte allmählich abziehen könnten. Die Nationalgarde wurde aber bereits Anfang 2005 wieder aufgelöst (lange vor dem Abzug der US-Truppen Ende 2011) und in die Irakische Armee integriert.

### Kroatien
In Kroatien existierte zu Beginn des Kroatienkrieges 1991 eine kroatische Nationalgarde, welche die Grundlage der im selben Jahr gegründeten kroatischen Streitkräfte bildete.

### Österreich
Die österreichische Nationalgarde wurde zu Beginn der Märzrevolution am 14. März 1848 in Wien auf Betreiben der Kaufleute Emil Hardt, Mayrhofer und Keßler durch Feldmarschall Fürst Windisch-Graetz genehmigt und dann in allen größeren Orten eingerichtet. Zugelassen waren Männer im Alter von 19 bis 50 Jahren (ausgenommen Handwerksgesellen, Dienstboten, Wochen- und Taglöhner). Die Wiener Nationalgarde wurde in militärischen Belangen von einem Oberkommandanten geleitet, dem ein Stab (Adjutanten) und ein Platzoffizierskorps (Kanzlei- und Ordnungsdienst) zur Seite standen. Dem Oberkommando unterstellt waren die in den zwölf Wiener Polizeibezirken (Schotten-, Widmer-, Kärntner- und Stubenviertel in der Stadt, Leopoldstadt, Landstraße, Wieden, Mariahilf, Neubau, Josefstadt, Alservorstadt und Roßau im Vorstadtbereich) amtierenden Bezirkschefs und diesen wiederum die Anführer von jeweils mehreren Kompanien. Dem Oberkommando unterstanden weiters je ein Scharfschützen-, Artillerie- und Kavalleriecorps sowie die Akademische Legion; außerdem wurde der Nationalgarde die bereits vor der Revolution bestandene Bürgermiliz eingegliedert. Die Gesamtstärke der Nationalgarde war auf einen Sollstand von 60.000–70.000 Mann berechnet, tatsächlich betrug sie im Mai 1848 rund 44.000 und im Oktober nur noch 18.000 Mann; dieser Rückgang führte zur Bildung der Mobilgarde (der jedermann beitreten konnte). Für die zivilen Belange der Nationalgarde wurde ein von den Bezirksorganisationen, Sondercorps und der Akademischen Legion beschickter Verwaltungsrat eingerichtet. Ein am 7. Mai 1848 gebildetes „politisches Zentralkomitee“ von 200 Delegierten wurde am 18. Mai in „Zentralkomitee zur Aufrechterhaltung der Ruhe und gesetzliche Ordnung“ umbenannt und am 21. Mai 1848 aufgelöst. In der Nationalgarde gab es im Lauf des Revolutionsjahrs unterschiedliche, politische Strömungen; von den Kompanien in den Bezirken galten manche als „schwarzgelb“ (kaisertreu-konservativ), andere waren radikal; dementsprechend schwierig war die Position des jeweiligen Oberkommandanten. Das Hauptquartier der Nationalgarde befand sich in der Stallburg, doch wurde es am 31. Oktober 1848 (unmittelbar vor der Eroberung Wiens durch die kaiserlichen Truppen) ins Niederösterreichische Landhaus verlegt. Nach den Unruhen wurde die Nationalgarde noch 1848 provisorisch und 1851 endgültig aufgelöst.

### Bayern
Das bayerische Heer gliederte 1809 nach französischem Vorbild seine ehemaligen Bürgerwehren in eine Nationalgarde um. Die Bezeichnung verschwand jedoch zwischen 1814 und 1816, die neue Bezeichnung für diese Reserveverbände lautete danach Landwehr.

### Ungarn
Beim Ungarischen Volksaufstand 1956 erkannte der damalige Ministerpräsident Imre Nagy am 28. Oktober 1956 offiziell die Revolution an. Am 30. Oktober vereinigte er Ungarische Armee und Freiheitskämpfer zu einer sogenannten Nationalgarde und stellte sie unter die Führung von Béla Király.

### Nicaragua

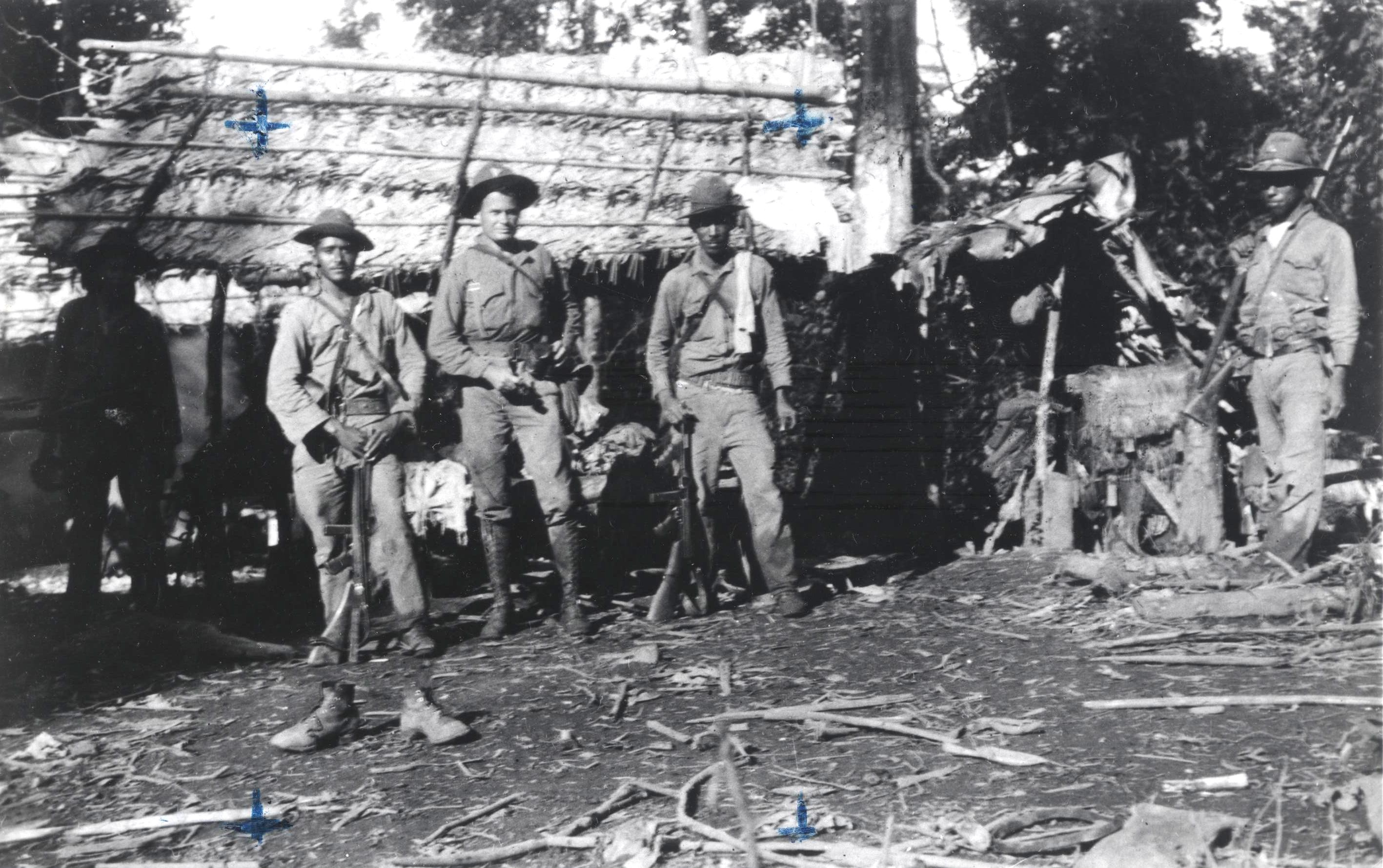
Lewis Puller mit Mitgliedern der Nicaraguan National Guard, zirka 1931 (14273595429)

Die Guardia Nacional von Nicaragua wurde als eine von der US-Regierung ausgerüstete und trainierte Truppe 1933 installiert, die im Nicaraguanischen Bürgerkrieg ihre Interessen wahren sollte und hatte Armee- und Polizeifunktionen. Sie stand von Beginn bis 1979 unter dem Oberkommando der Familie Somoza, welche diese zur Aufrechterhaltung ihrer Diktatur und zu privaten Zwecken blutig einsetzten.

### Panama
Die Nationalgarde von Panama war eine paramilitärische Einheit, die nach der US-Invasion in Panama 1989 aufgelöst wurde.